# ジョニ・ミッチェル
ジョニ・ミッチェル CC（Joni Mitchell、1943年11月7日 - ）は、カナダの歌手、シンガーソングライター。出生名はロバータ・ジョーン・アンダーソン（Roberta Joan Anderson）。フォーク、ポップ、ロック、ジャズなどのジャンルにとらわれないジョニの歌は、ロマンス・女性らしさ・幻滅・喜びへの感情だけでなく、時に社会的で哲学的な理想をも投影する。彼女は9つのグラミー賞や1997年のロックンロールの殿堂入りなど、多くの称賛を受けていて、ローリング・ストーン誌はジョニを「史上最高のソングライターの1人」と呼び、オールミュージックは「（嵐が去って）土ぼこりが落ち着いたときに、20世紀後半の最も重要で影響力をもたらした女性のレコーディングアーティストとして、ジョニ・ミッチェルが立っているだろう」と表現した。代表曲に「ビッグ・イエロー・タクシー」「サークル・ゲーム」「ヘルプ・ミー」など多数。

## 概要
オンタリオ州トロントのナイトクラブ出演より前にサスカチュワン州サスカトゥーンやカナダ西部の小さなナイトクラブで歌い始めた。1965年、アメリカに移りツアーを始め、オリジナル曲（「アージ・フォー・ゴーイング」、「チェルシーの朝」、「青春の光と影」、「サークル・ゲーム」）がフォークシンガーらによってカバーされ、リプリーズ・レコードと契約しデビューアルバム発表（1968年）に至る。その後南カリフォルニアに定住し、「ビッグ・イエロー・タクシー」や「ウッドストック」などのヒットで一躍、時代の鑑となった。
1971年発表の『ブルー』は最高のアルバムとして挙げられることも多く、「ローリング・ストーンの選ぶオールタイム・ベストアルバム500」(2020年版)で3位、ニューヨーク・タイムズによって「20世紀のポピュラー音楽の転換点と頂点」を表す25枚のアルバム（2000年）、ナショナル・パブリック・ラジオ（NPR）は「女性が作った偉大なアルバム」の1位に選んでいる（2017年）。
レーベルを変え、5枚目のアルバム『バラにおくる』（1972年）をリリースした後、ベストセラー・アルバムとなった『コート・アンド・スパーク』（1974年）を発表。ラジオでのヒット曲「ヘルプ・ミー」と「パリの自由人」を収録したこのアルバムではジャズの影響を受けたメロディックなアイデアを、ポップな質感で探求し始めた。
1975年頃、ジョニの音域はメゾソプラノから広い範囲のコントラルトにシフトし始めた。彼女の特徴的なピアノとオープン・チューニングのギターでの作曲も、ジャズとロックンロール・R＆B・クラシック・非西洋のビートを融合させ、よりハーモニックで、複雑なリズムになった。1970年代後半、彼女はジャコ・パストリアス、ウェイン・ショーター、ハービー・ハンコック、パット・メセニー、チャールズ・ミンガスなどの、有名なジャズミュージシャンと緊密に協力し始めた。その後、彼女は再び電子音楽を取り入れたポップスに目を向け、政治的抗議活動にも参加。2002年、第44回グラミー賞で生涯功労賞を受賞、2021年にはケネディ・センター・オナーズに選ばれている。
ジョニは、1970年代のすべての作品を含み、自身のほとんどのアルバムにクレジットされた唯一のプロデューサーである。音楽業界を率直に批判し、ツアーをやめ、2007年に17枚目となる最後のオリジナル曲のアルバムをリリースした。美術にルーツを持つ彼女は、アルバムカバーのほとんどをデザインしている。自らを「状況によって逸脱した画家」と表現している。

## 来歴・人物

### 1943–1963：生い立ちと教育
ミッチェルは1943年11月7日、カナダのアルバータ州フォートマクラウドで、マートル・マルグリット（マッキー）(1912〜2007)とウィリアム・アンドリュー・アンダーソン(1911〜2012)の娘として生まれた。母方の祖先はスコットランド人とアイルランド人で、父親は祖先にサーミ人がいる可能性のあるノルウェー人家庭の出身だった。母親は教師だったが、父親はカナダ空軍の少尉で、フォートマクラウド空軍基地で新しいパイロットを指導していた。彼女は後に両親と共にカナダ西部の様々な基地に引っ越した。第二次世界大戦後、父親は食料品商として働き始め、家族はサスカチュワン州に引っ越し、最初はメイドストーンやノースバトルフォードなどの町に住んでおり、その後ミッチェルが11歳のときにサスカトゥーンの街に落ち着いた。後に「シャロンへの歌」を含むいくつかの歌で小さな町で育ったことについて歌っている。
彼女の主な関心は絵画だったので学校でミッチェルは苦労した。この時期にクラシックピアノの初歩を学んだ。
9歳のとき、ミッチェルはポリオに感染し、数週間入院した。この後、ミッチェルは創造的な才能に焦点を当て、歌やダンスのキャリアを初めて検討した。9歳までに彼女は喫煙を始めていたが、喫煙が自身の声に影響を与えたという主張を否定している。11歳のとき、家族とともにサスカトゥーン市に移動した。自由なものの見方を好み、正式な教育にひどく反発した。ある型破りな教師が彼女に影響を与え、詩を書くように刺激を与えた。 ファーストアルバムは彼に捧げられている。12年生のとき、彼女は学校からドロップアウトし（後で彼女は勉強を再開した）、犯罪者の世界に近づきすぎていると判断するまでけんかっ早い雰囲気でダウンタウンに出かけていた。
この頃、カントリー・ミュージックがロックを食い始め、ミッチェルはギターを弾きたかった。母親がその田舎っぽさに不満だったので、ミッチェルは最初にウクレレに取り組んだ。しかし、結局のところミッチェルはピート・シーガーの歌集からギターを独学で学習した。ポリオの影響で左手が弱っていたので、それを補うために独自のチューニングを考案し、後にこれらのチューニングを使用して、自身の作詞作曲における調和と構造への非標準的なアプローチをつくりあげた。
ミッチェルは、サスカチュワン州プリンス・アルバートの北西にあるワスクサイウ湖周辺のたき火で友人と歌い始めた。ミッチェルの最初の有料公演は、1962年10月31日、フォークとジャズの演奏者をフィーチャーしたサスカトゥーン・クラブで行われた。18歳のとき、彼女はエディット・ピアフやマイルス・デイヴィスなどのお気に入りの演奏家を含めてレパートリーを広げた。彼女は当時自分でジャズを演奏していなかったが、ミッチェルと友人たちはジャズ・ミュージシャンによるギグを探していた。ミッチェルは「私のジャズの背景は、初期のランバート、ヘンドリックス&ロスのアルバムの1枚から始まりました」と述べている。そのアルバム、The Hottest New Group in Jazzはカナダで見つけるのが難しかったと彼女は言う。「そこで私は貯金して、それを密輸価格で買いました。そのアルバムは私のビートルズであると考えました。そこからすべての曲を学び、自分のアルバムを含め、すべての曲のすべての音符と単語を知っている別のアルバムはどこにもないと思います。」
しかし、この段階ではまだアートが彼女の最大の情熱の対象だった。サスカトゥーンのアデン・ボーマン・カレッジで高校を卒業したのち、ミッチェルはサスカトゥーンテクニカルカレッジで抽象表現主義の画家ヘンリー・ボンリと一緒にアートクラスを受講し、その後1963〜64学年、カルガリーのアルバータ芸術大学に出席するために家を離れた。ここでフリークラスの創造性よりも技術スキルに優先度が高いことに幻滅を感じ、純粋な抽象化への傾向と商業芸術に移行する傾向に同調できなかった。1年後、20歳で学校を中退したが、この決定は大恐慌を覚えていて、教育を高く評価している両親に不満を覚えさせた。

### 1964–1967: キャリアの始まりと母性
ミッチェルは週末に大学や地元のホテルでフォークミュージシャンとして演奏を続けた。この頃、彼女はカルガリーの喫茶店「ディプレッション・コーヒーハウス」で週15ドルの仕事をし、「マイナーキーで長い悲劇的な歌を歌っていた」。オープンマイクのフォークソングイベントで歌い、カルガリーの地元のテレビやラジオ番組に出演した。1964年、20歳のときに母親にトロントでフォークシンガーになるつもりであると伝え、カナダ西部を初めて出て、オンタリオのある東に向かった。ミッチェルは3日間列車に揺られ、そこで初めての曲 "Day After Day" を書いた。マリポサ・フォークフェスティバルに立ち寄り、サスカチュワン州生まれのクリーのフォークシンガー、バフィー・セント・メリーにインスピレーションを得た。1年後、ミッチェルも大勢の聴衆の前での初めてギグとしてマリポサで演奏し、数年後、セント・メリー自身がミッチェルの作品をカバーした。
ミュージシャン組合の組合費に必要な200ドルを工面できなかったミッチェルはトロント・ヨークビル地区のハーフビートとビレッジコーナーで数回のギグをマネージメントしたが、彼女はほとんど「教会の地下室とYMCAミーティングホール」で組合以外のギグで演奏していた。主要な民俗クラブから拒否され、彼女は「ダウンタウンのデパートの婦人服売り場で家賃を払うために働いた」間、路上演奏を行っていた。この時期、ミッチェルは詩人デューク・レッドバードの真向かいの下宿に住んでいた。知名度があまりないまま、ミッチェルは各都市のフォーク・シーンがフォーク・ミュージックの平等主義的な理想に反して、ベテラン演奏家に（曲を書いていないにもかかわらず）自分たちの代表曲を演奏する独占的な権利を与えている傾向があることにも気付き始めた。彼女は自分の最高の伝統的な素材がすでに他の歌手の所有物であることに気付き、それがもう演奏できないことに気付いた。ミッチェルは「街にやって来ても、それは歌えない、歌えないと言われるだけだ」と語った。彼女は自分の曲を書くことを決意した。
1964年の終わりに、ミッチェルはカルガリーの元ボーイフレンドであるブラッド・マクマスによって妊娠させられていることに気が付いた。彼女は後に「（彼は）妊娠三か月で無一文の私を屋根裏部屋に置き去りにし、冬が来るのに暖房は暖炉だけだった。前の冬の居住者が燃料にしたので、手すりの支柱には隙間があった」と書いている。1965年2月、ケリー・デール・アンダーソンを出産。養う余裕がなかったため、彼女を養子縁組に出した。ミッチェルは1960年代に演奏し、1971年のアルバム『ブルー』に収録された「リトル・グリーン」など、いくつかの曲の中でこの経験について言及しているが、ミッチェルのキャリアのほとんどの間、この経験は非公開のままだった。1982年のアルバム『ワイルド・シングス・ラン・ファスト』に収録された「チャイニーズ・カフェ」では、ミッチェルは「あなたの子供たちはまっすぐやって来る/私の子供は見知らぬ人/私は彼女を産んだ/しかし私は彼女を育てられなかった」と歌った。当時、これらの歌詞はあまり注目されなかった。
ミッチェルの娘の存在は、1960年代のミッチェルの美術学校時代のルームメートがタブロイド誌に養子縁組の物語を売った1993年まで公に知られていなかった。その頃には、キラレン・ギブと名付けられたミッチェルの娘は、すでに生物学的な両親の捜索を始めていた。ミッチェルと彼女の娘は1997年に会った。再会後、ミッチェルはソングライティングへの興味を失ったと語っており、後に娘の誕生とその世話をすることができなかったことが、ソングライティングのインスピレーションが本当に始まった瞬間であると特定している。
1965年4月下旬、ジョニは初めてカナダを離れ、ニューヨーク生まれのアメリカ人フォークシンガー、チャールズ・スコット"チャック"・ミッチェルと共にアメリカに渡り、そこで2人は一緒に音楽活動を始めた。21歳のジョニは、1965年6月に故郷で正式な式でチャックと結婚し、彼の姓を名乗った。「私は自分のドレスとブライドメイドのドレスを作りました。私たちはお金がありませんでした……私はヒナギクを振りかざして、バージンロードを歩いた」。
デトロイトのキャス・コリドーにあるヴェローナのアパートに住んでいたチャックとジョニは、シックスマイル・ロード近くのリヴァノワのチェス・メイト、ウェイン州立大学近くのアルコーヴ・バー、デトロイト・マーシー大学のキャンパス内にあるレストラン、ラースケラー、サウスフィールドのレイヴン・ギャラリーなど、地域のコーヒー・ハウスで定期的に演奏をしていた。彼女はデトロイトでミュージシャン仲間のエリック・アンダーセンから教わった変則ギター・チューニングで弾き語りや作曲を始めた。オスカーブランドは1965年と1966年にCBCテレビの彼の番組 Let's Sing Out で何度か彼女を特集した。1967年初頭にジョニとチャック・ミッチェルの結婚とパートナーシップは解消され、ジョニはソロ・アーティストとして音楽の道を歩むためにニューヨークに移り住んだ。フィラデルフィア、ボストン、ノースカロライナ州フォートブラッグを含む東海岸のあちこちの会場で演奏した。コーヒーハウスやフォーク・クラブなどで頻繁に演奏していた彼女は、この頃になると独自の楽曲を制作し、独自のソングライティングと革新的なギター・スタイルで知られるようになった。

### 1968–1969: 躍進
フォークシンガーのトム・ラッシュはトロントでミッチェルと出会い、彼女のソングライティング能力に感銘を受けた。ラッシュは「Urge for Going」を有名なフォークアーティストのジュディ・コリンズのもとに届けたが、その時点ではコリンズは興味を示さなかったのでラッシュ自身がレコーディングした。カントリーシンガーのジョージ・ハミルトン四世はラッシュの演奏を聴いてカントリーバージョンを録音してヒットさせた。初期のミッチェルの曲を録音したほかのアーティストとしてはバフィ・セントメリー（「サークル・ゲーム」）、デイヴ・ヴァン・ロンク（「青春の光と影」）、そしてついにはジュディ・コリンズ（トップ10ヒットとなった「青春の光と影」と、「マイケル・フロム・マウンテンズ」で、どちらも1967年のアルバム Wildflowers に収録）などがある。コリンズはまたミッチェル自身のの初期の商業的成功を覆い隠してしまった「チェルシーの朝」もカバーしている。
ミッチェルがフロリダ州マイアミのココナッツ・グローヴのクラブ、ガスライト・サウスで演奏している時に、デヴィッド・クロスビーが入ってきて、たちどころに彼女の能力とアーティストとしての魅力に打ちのめされた。クロスビーはミッチェルをロサンゼルスに連れ帰り、彼女と、彼女の曲を友人たちに紹介した。すぐにミッチェルはバフィ・セント・メリーに促されてグリニッチヴィレッジのコーヒーハウスで彼女の演奏を初めて見たエリオット・ロバーツのマネージメントを受けることになった。ロバーツはデヴィッド・ゲフィンとの密接なビジネス関係を持っていた。ロバーツとゲフィンはミッチェルのキャリアにおいて重要な影響力を持っていた。ついにはミッチェルはタレントスカウトのアンディ・ウィッカムによってワーナーが出資していたリプリーズ・レコードと契約を結んだ。クロスビーはミッチェルが当時のフォークロックのオーバーダブなしでソロのアコースティックアルバムを録音できるようにリプライズを説得し、1968年3月、彼の影響力がプロデューサーの信頼をもたらすことで、リプリーズからデビューアルバム、『ジョニ・ミッチェル』がリリースされた。
ミッチェルはLPのプロモーションとして着実にツアーをこなした。このツアーは、1969年4月にリリースされたミッチェルのセカンドアルバム『青春の光と影』に対する期待を高まらせた。このアルバムにはすでに他のアーティストによってレコーディングされたり演奏されたりしていた「チェルシーの朝」、「青春の光と影」、「ティン・エンジェル」と言った楽曲の彼女自身のバージョンが含まれている。『青春の光と影』のカバーの自画像を含む2枚のLPのジャケットはミッチェルによってデザインされ、描かれており、絵画と音楽の混合はミッチェルのキャリアを通して続けられた。

### 1970 -
1970年、3枚目のアルバム『レディズ・オブ・ザ・キャニオン』を発表。映画『いちご白書』の主題歌としてバフィ・セント・メリーに歌われた「サークル・ゲーム」のセルフ・カバー、CSN&Yのバージョンで知られる「ウッドストック」、環境問題を題材にした「ビッグ・イエロー・タクシー」などを収録。同アルバムが全英8位を記録してからは、イギリスでも安定した人気を保つようになる。
1971年のアルバム『ブルー』は名盤として評価が高く、『ローリング・ストーン』誌が選んだ「オールタイム・グレイテスト・アルバム500」（2012年版）において女性ソロ・アーティストとしては最高位の30位にランクされた。
1972年、リプリーズ・レコードからアサイラム・レコードに移籍。同年11月、アルバム『バラにおくる』を発表。シングルカットされた「恋するラジオ」がヒット。
1974年1月に発表されたアルバム『コート・アンド・スパーク』はアメリカのアルバムチャートで2位、カナダのアルバムチャートで1位を記録した。同アルバムからシングルカットされた「ヘルプ・ミー」は全米7位、「パリの自由人」は全米22位を記録した。
1975年のローリング・サンダー・レヴューに参加。1976年11月、アルバム『逃避行』を発表。レコーディング時にジャコ・パストリアスと出会う。1970年代後半には、パストリアスのほかハービー・ハンコックやラリー・カールトン、ウェイン・ショーター、マイケル・ブレッカー、パット・メセニーなどのジャズ、クロスオーバー系のミュージシャンと多く共演した。
1982年、アルバム『ワイルド・シングス・ラン・ファースト』のレコーディングに参加したベーシストのラリー・クライン（Larry Klein）と結婚。1983年に唯一の単独日本公演を行っている。1994年、クラインと離婚。
2007年、ハービー・ハンコックがミッチェルに捧げたアルバム『リヴァー〜ジョニ・ミッチェルへのオマージュ』で、ミッチェル本人も「ティー・リーフの予言」でゲスト・ボーカリストとして参加。同アルバムはグラミー賞最優秀アルバム賞を獲得した。
音楽だけでなく、多彩な芸術家として写真や絵画など多方面で活動しており、自らCDジャケットをデザインしたアルバムがグラミー賞のベスト・アルバム・パッケージ部門を受賞したほか、個展などでもその才能を遺憾なく発揮している。
2015年3月に脳動脈瘤破裂を患い、理学療法とリハビリテーションの日々が続く。2016年8月、ロサンゼルスで行われたチック・コリアのコンサートで動脈瘤後初めて公の場に姿を現した。 その後もいくつかの公の場に登場し、2018年11月にデヴィッド・クロスビーは彼女が再び歩くことを学んでいると語った。
2022年7月24日、ニューポート・フォーク・フェスティバルにてブランディ・カーライルの公演中にサプライズ出演。彼女のサポートのもと、フルセットでのコンサートを行う。公の場での演奏は20年ぶり。この公演は2023年に『Joni Mitchell At Newport』としてライブアルバムにて発売。
2024年、『At Newport』が同年のグラミー賞最優秀フォーク・アルバム賞を受賞。同授賞式にてキャリア初のグラミー賞授賞式でのパフォーマンスを行い、「Both Sides, Now」を披露。

## ディスコグラフィ
（順位はアメリカでのチャート・Billboard 200最高位）

### アルバム
- 1968年　『ジョニ・ミッチェル』 - Song to a Seagull (Reprise) - 189位
- 1969年　『青春の光と影』 - Clouds (Reprise) - 31位
- 1970年　『レディズ・オブ・ザ・キャニオン』 - Ladies of the Canyon (Reprise) - 27位
- 1971年　『ブルー』 - Blue (Reprise) - 15位
- 1972年　『バラにおくる』 - For the Roses (Asylum) - 11位
- 1974年　『コート・アンド・スパーク』 - Court and Spark (Asylum) - 2位
- 1975年　『夏草の誘い』 - The Hissing of Summer Lawns (Asylum) - 4位
- 1976年　『逃避行』 - Hejira (Asylum) - 13位
- 1977年　『ドンファンのじゃじゃ馬娘』 - Don Juan's Reckless Daughter (Asylum) - 25位
- 1979年　『ミンガス』 - Mingus (Asylum) - 17位
- 1982年　『ワイルド・シングス・ラン・ファスト』 - Wild Things Run Fast (Geffen) - 25位
- 1985年　『ドッグ・イート・ドッグ』 - Dog Eat Dog (Geffen) - 63位
- 1988年　『レインストームとチョークの痕』 - Chalk Mark in a Rainstorm (Geffen) - 45位
- 1991年　『ナイト・ライド・ホーム』 - Night Ride Home (Geffen) - 41位
- 1994年　『風のインディゴ』 - Turbulent Indigo (Reprise) - 47位
- 1998年　『テイミング・ザ・タイガー』 - Taming the Tiger (Reprise) - 75位
- 2000年　『ある愛の考察～青春の光と影』 - Both Sides Now (Reprise) - 66位
- 2002年　『トラヴェローグ』 - Travelogue (Nonesuch) -
- 2007年　『シャイン』 - Shine (Hear Music) - 14位

### ライブアルバム
- 1974年　『マイルズ・オブ・アイルズ』 - Miles of Aisles (Asylum) - 2位
- 1980年　『シャドウズ・アンド・ライト』 - Shadows and Light (Asylum) - 38位
- 2009年　『アムチトカ』 - Amchitka: The 1970 Concert That Launched Greenpeace (ジェームズ・テイラー、フィル・オクスとの共演アルバム)
- 2023年　『ジョニ・ミッチェル・アット・ニューポート』 - Joni Mitchell At Newport (Rhino) - 167位

### コンピレーション・アルバム
- 1972年　The World of Joni Mitchell (オーストラリア及びニュージーランドのみ)
- 1996年　『永遠の愛の歌/ジョニ・ミッチェル・ベスト』 - Hits - 161位
- 1996年　『永遠の愛の歌/ジョニ・ミッチェル・ベスト2』 - Misses
- 2003年　The Complete Geffen Recordings (1982-1991年作品のCD4枚組ボックス)
- 2004年　The Beginning of Survival
- 2004年　『ドリームランド』 - Dreamland - 177位
- 2004年　Starbucks Artist's Choice
- 2005年　Songs of a Prairie Girl　(リマスター盤)

### シングル
- 1968年　巷の夜 - Night in the City
- 1970年　ビッグ・イエロー・タクシー - Big Yellow Taxi - 67位
- 1971年　ケアリー - Carey - 93位
- 1971年　カリフォルニア - California
- 1972年　恋するラジオ - You Turn Me On, I'm a Radio - 25位
- 1974年　ヘルプ・ミー - Help Me - 7位
- 1974年　パリの自由人 - Free Man in Paris - 22位
- 1974年　ビッグ・イエロー・タクシー - Big Yellow Taxi (live) - 24位
- 1975年　フランスの恋人たち - In France They Kiss on Main Street - 66位
- 1976年　コヨーテ - Coyote
- 1978年　ジェリコ - Jericho
- 1979年　デ・モインのおしゃれ賭博師 - The Dry Cleaner from Des Moines
- 1980年　ホワイ・ドゥー・フールズ・フォール・イン・ラヴ - Why Do Fools Fall In Love
- 1982年　Chinese Cafe/Unchained Melody
- 1982年　(You're So Square) Baby, I Don't Care - 47位
- 1985年　Good Friends - 85位
- 1988年　My Secret Place
- 1988年　Snakes and Ladders - 32位
- 1991年　Come in from the Cold
- 1994年　How Do You Stop
- 1996年　Big Yellow Taxi (リミックス) - 39位 (ダンスチャート)

### 映像作品
- 1980年　『シャドウズ・アンド・ライト』 - Shadows and Light
- 1995年　Refuge of the Roads
- 1999年　Painting with Words and Music
- 2003年　Woman of Heart and Mind: A Life Story
- 2018年　『ワイト島のジョニ・ミッチェル 1970（ライヴ＆ドキュメンタリー）』 - Both Sides Now - Live at The Isle of Wight Festival 1970

## その他
「ローリング・ストーンの選ぶ歴史上最も偉大な100人のギタリスト」において2003年は第72位、2011年の改訂版では第75位。
「ローリング・ストーンの選ぶ歴史上最も偉大な100人のシンガー」において第42位。
「ローリング・ストーンの選ぶ歴史上最も偉大な100組のアーティスト」において第62位。
「Q誌の選ぶ歴史上最も偉大な100人のシンガー」において第36位。
1997年にロックの殿堂入り。
1969年から2007年にかけて、グラミー賞を9回受賞している。

## 日本公演
- 1976年 4月10日,17日,18日　中野サンプラザ→中止

- 1983年 東京、大阪、名古屋、福岡

- 1994年 東大寺 あおによしコンサート

## オープン・チューニング
多彩なギターのオープン・チューニングを駆使することで知られ、比較的に知られているオープンG・オープンDから、他で聴くことのない変則的なものまで60種類（カポタスト使用を別にカウントすると80種類）を超えるチューニングを使用する。ノーマルなチューニングと違う響きが得られるため、楽曲の趣きを決定づける要素になる場合がある（「青春の光と影」、「ビッグ・イエロー・タクシー」、「ヘルプ・ミー」等）。デビュー以来の創作活動を通して独自性を持続しており、弾き語りのオープン・チューニングにおいて無二の存在である。
チューニングを直感的に理解するために、通常の各弦音程表示の代わりに、自ら考えた表記を使用する。この方法は、初めに６弦(最低弦)の音程を表記、以降は隣弦までの音程を相対するフレット数で表示する。
例：ノーマルなチューニング(EADGBE) →E55545 ／ オープンD(DADF#AD) →D75435 と表記される。
これにより、各チューニングの類似性が明らかになり、カポタストの使用判断・チューニング変更作業を容易にする。

### 代表的な曲で使用されたチューニング例
( )内はジョニ・ミッチェル考案の表記法
- 「青春の光と影」『青春の光と影』(1969年) - DADF#AD (D75435)　カポ4フレット
- 「ビッグ・イエロー・タクシー」『レディズ・オブ・ザ・キャニオン』(1970年) - DADF#AD (D75435)　カポ2フレット
- 「サークル・ゲーム」『レディズ・オブ・ザ・キャニオン』(1970年) - DGDGBD (D57543)　カポ4フレット
- 「ヘルプ・ミー」『コート・アンド・スパーク』(1974年) - CGEEBE (C79075)
- 「フランスの恋人たち」『夏草の誘い』(1975年) - EBF#ABE (E77325) カポ2フレット
- 「コヨーテ」『逃避行』(1976年) - CGDFCE (C77374)
- 「ブルー・モーテル・ルーム」『逃避行』(1976年) - CGDFAD (C77345)
- 「God Must Be A Boogie Man」『ミンガス』(1979年) - CGDEGC (C77235)